# Kia Pregio
El Kia Pregio es una furgoneta producida por el fabricante Kia Motors desde el año 1999 hasta 2006 más que todo para el uso de transporte escolar para el continente americano por su economía y precio.
En países como Colombia es una de las furgonetas más utilizadas debido a su gran capacidad de pasajeros (de 14 a 16 pasajeros) e incluso de furgoneta de policía

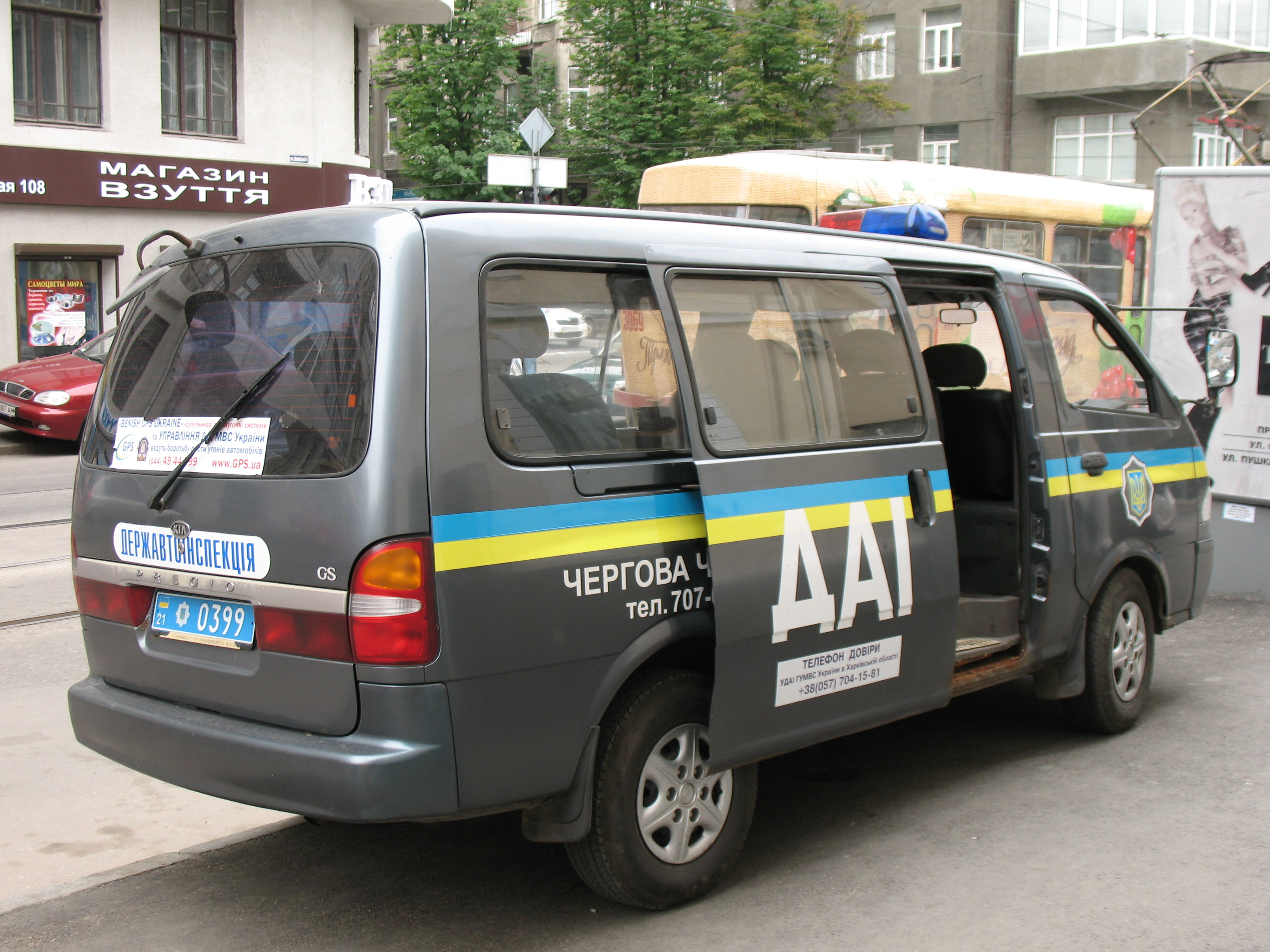
Policía